# Litauische Basketballnationalmannschaft der Damen
Die litauische Basketballnationalmannschaft der Damen repräsentiert Litauen seit 1938 im Damen-Basketball.

## Geschichte
Der erste Trainer war Feliksas Kriaučiūnas. 1997 konnte man den ersten Sieg mit Trainer Vydas Gedvilas bei einer Europameisterschaft verbuchen.
Größter Erfolg ist der Gewinn der Goldmedaille bei der Basketball-Europameisterschaft 1997. Der zweitgrößte Erfolg war der Gewinn der Bronzemedaille bei der Basketball-Europameisterschaft 1938.

## Abschneiden bei internationalen Wettbewerben

### Olympische Spiele
| - keine Teilnahme |

### Weltmeisterschaften
| - 1998: 6. Platz - 2002: 11. Platz - 2006: 6. Platz |

### Europameisterschaften
| - 1938 – . Platz - 1995 – 5. Platz - 1997 – . Platz - 1999 – 5. Platz | - 2001 – 4. Platz - 2005 – 4. Platz - 2007 – 6. Platz - 2009 – 11. Platz | - 2011 – 7. Platz - 2013 – 14. Platz - 2015 – 8. Platz - 2025 – 8. Platz |

## Kader
Eine Übersicht des aktuellen Kaders – der Basketball-Europameisterschaft der Damen 2025 – findet sich beispielsweise auf der englischsprachigen Fassung dieses Artikels.